# Sijám
Sijám (arabsky – „půst“) znamená půst, který Bahá’í každý rok drží po dobu 19 dní od 2. března do Nového roku – Nou-Rúz (21. března); od východu slunce do západu slunce se zdržují potravy, pití a kouření.